# Cratere Pabo
Pabo  è un cratere sulla superficie di Marte.